# Quézac (Cantal)
Quézac – miejscowość i gmina we Francji, w regionie Owernia-Rodan-Alpy, w departamencie Cantal.
Według danych na rok 1990 gminę zamieszkiwało 350 osób, a gęstość zaludnienia wynosiła 21 osób/km² (wśród 1310 gmin Owernii Quézac plasuje się na 508. miejscu pod względem liczby ludności, natomiast pod względem powierzchni na miejscu 572.).